# Sunne
Sunne ( OUÇA A PRONÚNCIA) é uma cidade da província histórica da Värmland, no centro da Suécia.	

É a sede do município de Sunne, pertencente ao condado de Värmland.	
Tem uma área de 5,23 km² e uma população de 5 098 habitantes (2018).	 
Fica a 55 km a norte da cidade de Karlstad, estando localizada nas duas margens do estreito Frykensundet, entre os lagos Fryken Superior (Övre Fryken) e Fryken Médio ('Mellan-Fryken') .	